# آصلی چاکیر آلپتکین
آصلی چاکیر آلپتکین (ترکی استانبولی: Aslı Çakır Alptekin؛ زادهٔ ۲۰ اوت ۱۹۸۵) دونده زن اهل ترکیه است.